# Länna gård, Slite
Länna är ett gård i utkanten av Slite på Gotland.
Länna låg ursprungligen på ägorna till Österby gård i Othems socken. Markus Schröder i Visby bytte till sig gården och anlade 1647 en kalkugn vid Länna. Sedan Markus Schröder omkommit i en sjöolycka 1661 ärvdes Österby av hans svärson Mårten Fries, som bosatte sig där och började bygga upp en omfattande jordbruks- och industriverksamhet. Sedan Jakob Momma 1667 tagit över som arrendator av Gotland från drottning Kristina, lät han anlägga Slite hamn och ett varv strax därom i Länna på Mårten Fries ägor. Mårten Fries lät uppföra ett nytt bostadshus vid Länna nära sina kalkugnar, oklart när men troligen i slutet av 1660-talet. Sedan Momma avlidit övertog Fries varvet och lät själv. I slutet av 1600-talet övergavs även den gamla gårdstomten i Österby och all verksamhet flyttades till Länna. I slutet av 1600-talet ärvdes Länna av sönerna Mårten och Paul Fries. Den förre övertog faderns gård medan den yngre lät uppföra en ny gård norr om den förra, och en ny kalkugn i anslutning till gården. Den norra gården övergavs dock åter runt 1800. En ny koleldad kalkugn uppfördes 1858. Den sista kalkbrukspatronen på Länna var Patrik Georg Enequist, som avled 1869. Gården och kalkugnen övertogs av J.A. Bachér, som föredrog att bosätta sig inne i Slite. Kalkugnen sålde han 1892 till Ferdinand Nyström, som 1917 sålde den till det då nybildade cementbolaget i Slite. Huvudbyggnaden uthyrdes en tid som lägenheter. Nils Lithberg föreslogs att gården skulle göras om till ett gotländskt kalkbruksmuseum, på 1930-talet renoverades den och gjordes om till bostad åt chefen för Slite cementfabrik. 
Nuvarande byggnader vid Länna härrör huvudsakligen från 1700- och 1800-talen. Enligt Richard Steffen är nuvarande huvudbyggnaden troligen uppförd på 1730-talet. Två vindflöjlar i järn med årtalen 1682 respektive 1691 och initialerna M F respektive PF: EF finns bevarade, och har förmodligen suttit på taket till de båda huvudbyggnader som då fanns här.